# Кассель, Набиль
Наби́ль Кассе́ль (араб. نبيل كاسيل‎; род. 10 марта 1984) — алжирский боксёр, представитель средней и полутяжёлой весовых категорий. Выступал за сборную Алжира по боксу на всём протяжении 2000-х годов, чемпион Всеафриканских игр в Алжире, чемпион Африки, победитель и призёр турниров международного значения, участник двух летних Олимпийских игр. Также известен как боксёр полупрофессиональной лиги WSB, где в первой половине 2010-х годов представлял команду «Алжирские пустынные ястребы».

## Биография
Набиль Кассель родился 10 марта 1984 года.
В 2002 году выступил на чемпионате мира среди юниоров в Сантьяго-де-Куба, но попасть здесь в число призёров не смог, был остановлен уже в 1/16 финала первой средней весовой категории.
Первого серьёзного успеха на взрослом международном уровне добился в сезоне 2003 года, когда вошёл в основной состав алжирской национальной сборной и побывал на Всеафриканских играх в Абудже, откуда привёз награду бронзового достоинства, выигранную в зачёте среднего веса. Кроме того, стал бронзовым призёром Афроазиатских игр в Индии, уступив на стадии полуфиналов представителю Узбекистана Уткирбеку Хайдарову, выступил на арабском чемпионате в Тунисе.
Благодаря череде удачных выступлений Кассель удостоился права защищать честь страны на летних Олимпийских играх 2004 года в Афинах — благополучно прошёл первого соперника по турнирной сетке бразильца Глауселиу Абреу, но затем во втором поединке досрочно проиграл американцу Андре Дирреллу, будущему чемпиону мира среди профессионалов.
В 2005 году одержал победу на чемпионате Африки в Касабланке, дошёл до четвертьфинала на Средиземноморских играх в Альмерии, выступил на командном Кубке мира в Москве, где в числе прочего встретился с представителем Казахстана Геннадием Головкиным, уступив ему за явным преимуществом соперника в третьем раунде. Побывал и на чемпионате мира в Мяньяне — в 1/16 финала потерпел поражение от украинца Исмаила Силлаха. Также на Кубке четырёх наций во Франции ему довелось побоксировать со знаменитым кубинцем Юниером Дортикосом.
Был лучшим в среднем весе на чемпионате Алжира 2007 года, позже занял первое место на домашних Всеафриканских играх, дошёл до четвертьфинала на чемпионате мира среди военнослужащих в Индии, уступив со счётом 7:19 россиянину Даниилу Шведу.
Находясь в числе лидеров боксёрской команды Алжира, Набиль Кассель прошёл отбор на Олимпийские игры 2008 года в Пекине. Тем не менее, провёл здесь только один единственный бой — в 1/8 финала категории до 75 кг досрочно проиграл ирландцу Даррену Сазерленду, который в итоге стал бронзовым призёром этого олимпийского турнира.
После пекинской Олимпиады Кассель долгое время не попадал в основной состав алжирской национальной сборной, но в 2012 году присоединился к команде «Алжирские пустынные ястребы», выступающей во Всемирной серии бокса, где в течение нескольких последующих лет одержал ещё ряд значимых побед на соперниками из других клубов в полутяжёлой весовой категории.